# Luis Ernesto Arocha
Luis Ernesto Arocha Osorio (Barranquilla, 1932 - 7 de noviembre de 2016) fue un cineasta, arquitecto y productor colombiano. Fue el destacado por los impulsores del cine barranquillero.

## Biografía
Luis Ernesto nació en Barranquilla estudió arquitectura en la Universidad de Tulane, Nueva Orleans, Estados Unidos en 1953. A su vuelta a Colombia conoció a Enrique Grau, quien participaba en la película La langosta azul (1954). Entre 1961 y 1965 viaja por Nueva Orleans, Nueva York y por algunas ciudades colombianas. Tras escribir el guion La señora Cadwell habla con su hijo (1962) rueda, al año siguiente, una escena de este en Bogotá: se trata de una secuencia en la que se ven caer unos crisantemos desde un escaparate, los cuales son recogidos por unas manos y llevados en un coche de bebé de color negro. Pasión y muerte de Margarita Gautier es testimonio de su colaboración con Grau, quien actúa como la heroína del filme. Modern love (1965) presenta una historia de Drácula vegeteriano, con tres personajes: Drácula, su madre y la víctima, interpretados por un solo actor, los cuales estaban caracterizados por pelucas que simulaban a Nathalie Wood, Lana Turner y Ronda Fleming.
En 1967, establecido en Bogotá, conoce a Diego León Giraldo y se ocupa del rodaje de Las ventanas de Salcedo (acerca de algunas obras del pintor Bernardo Salcedo). De su relación con Diego León Giraldo y Álvaro Cepeda Samudio nacieron el Noticiero del Caribe y para la etapa del sobreprecio en el cine de cortometraje nacional Carnaval en el Caribe y La subienda del Magdalena. Precisamente el cortometraje de sobreprecio incluye su producción más aclamada: La ópera del mondongo, Premio India Catalina de Oro, 1975. A finales de la década del sesenta viaja a Nueva York y entra en contacto con obras de realizadores underground como Keneth Anger y Andy Warhol, un momento en el cual contaba, en el ámbito «experimental», además de las mencionadas producciones, con Sansón y Dalila (1968, con Diego León Giraldo; Enrique Grau en el papel de Dalila, donde presenta una danza de los siete velos), a las que se sumarían Los placeres públicos, Un ajuar para la novia de Frankenstein y Albertina ha desaparecido, entre otras.
La escultora Feliza Bursztyn sirvió de tema para dos producciones en 16 mm: Hoy Feliza y Azilef. Entre 1989 y 1998 participó en producciones en video, entre ellas: Patrimonio arquitectónico en Barranquilla (1989), bajo la dirección de Sara Harb, en la cual se ocupó de la fotografía y el montaje, documental galardonado en el Festival de la Expresión Visual de la Arquitectura y con un premio India Catalina en el XXX Festival de Cine de Cartagena y Tiempo de brisa, tiempo de carnaval (1990), codirigido con Sara Harb. Su labor como guionista incluye obras inéditas: El herbario secreto del varón de Humboldt, premiado en un concurso de Focine; El último banquete de Sócrates Valdez y La pasión de Deborah Kruell (basados en creaciones de Ramón Illán Bacca) y El misterio del Hotel Regina. Como arquitecto, en 1998, obtuvo el Premio al Diseño Arquitectónico en la Bienal de la Sociedad Colombiana de Arquitectos. En 2015 realizó una película El Extraño Caso del Vampiro Vegetariano producido por Marta Yances y codirigida con David Covo Camacho, una versión de su película de 1965, MotherLove. Falleció en su residencia en Barranquilla el 7 de noviembre de 2016 a sufrir una caída.